# Gran Turismo (serie)

Logo della serie

Gran Turismo, noto anche con la sigla GT, è una serie di videogiochi di simulazione di guida sviluppati da Polyphony Digital e pubblicati da Sony Computer Entertainment per le console PlayStation. Dall'uscita del primo Gran Turismo nel 1997, la serie ha venduto oltre 90 milioni di copie in tutto il mondo (al novembre 2022).

## Caratteristiche generali

Vecchio logo della serie, utilizzato fino a Gran Turismo 5 (2010)

Sono previste due modalità di gioco: Arcade e Gran Turismo. Nel primo caso il giocatore ha a disposizione un numero piuttosto elevato di vetture che riproducono, in maniera fedele, le caratteristiche di modelli di automobili realmente esistenti. Con queste vetture può partecipare a gare a diversi livelli di difficoltà, sfidare altri giocatori o provare uno dei circuiti presenti. Più complessa è la modalità Gran Turismo: in questo caso il giocatore è un pilota alle prime armi che, per poter raggiungere il successo, deve affrontare, l'una dopo l'altra, una serie di prove di abilità. Il conseguimento di patenti di guida sempre più specialistiche avviene tramite una serie di prove di guida e a un esame finale e permette al giocatore di accedere alle corse più prestigiose; parallelamente, i montepremi dei Gran Premi vinti consentono l'acquisto di vetture sempre più veloci e costose o di modificare, in maniera anche radicale, le vetture già in proprio possesso.
Le numerose vetture a disposizione del giocatore hanno ognuna delle caratteristiche di guida proprie.
Altre caratteristiche sono la possibilità di utilizzare, oltre alle auto sportive, anche modelli di automobile comuni, la possibilità di intervenire in maniera radicale sul setup delle vetture, la possibilità, al conseguimento di determinati risultati sportivi, di sbloccare nuove vetture e nuovi circuiti e non ultima la possibilità di importare le proprie patenti da una versione di GT alla successiva, creando quindi una continuità fra le diverse versioni del gioco.

## Videogiochi

### Serie classica
- Gran Turismo (PlayStation, 1997)
- Gran Turismo 2 (PlayStation, 1999)
- Gran Turismo 3: A-Spec (PlayStation 2, 2001)
- Gran Turismo 4 (PlayStation 2, 2004)
- Gran Turismo 5 (PlayStation 3, 2010)
- Gran Turismo 6 (PlayStation 3, 2013)
- Gran Turismo 7 (PlayStation 4 e PlayStation 5, 2022)

### SerieSport
- Gran Turismo Sport (PlayStation 4, 2017)

### SerieConcept
- Gran Turismo Concept: 2001 Tokyo (PlayStation 2, 2002)
- Gran Turismo Concept: 2002 Tokyo-Seoul (PlayStation 2, 2002)
- Gran Turismo Concept: 2002 Tokyo-Geneva (PlayStation 2, 2002)
- Gran Turismo HD Concept (PlayStation 3, 2006)

### Spin-off
- Gran Turismo (PlayStation Portable, 2009)

### Edizioni speciali
- Gran Turismo 5: Academy Edition (PlayStation 3, 2012)
- Gran Turismo 6: 15th Anniversary Edition (PlayStation 3, 2013)
- Gran Turismo 7: 25th Anniversary Edition (PlayStation 5, 2022)

### Anteprime
- Gran Turismo 2000 (2000)
- Gran Turismo 4: Prologue (2003)
- Gran Turismo 4: Online test version (2006)
- Gran Turismo 5: Prologue (2008)
- Gran Turismo 5: Prologue Spec III (2008)

## Accoglienza
La serie di simulatori Gran Turismo è stata una delle più popolari nel corso della sua vita, attirando un pubblico che va dai dilettanti ai piloti professionisti di Sim come Igor Fraga.
Nel 2017, Edge ha affermato che il primo Gran Turismo è stato uno dei 10 più grandi videogiochi degli ultimi 20 anni. Gran Turismo 2, Gran Turismo 3: A-Spec, e Gran Turismo 4 sono stati tutti nominati da diverse organizzazioni come uno dei migliori giochi di tutti i tempi. Le modifiche apportate da Gran Turismo Sport alla tradizione della serie furono inizialmente controverse tra i fan, ma alla fine divenne un gioco popolare per le competizioni di eSport. Gran Turismo 7 è stato fortemente criticato dai giocatori per la sua implementazione di microtransazioni e un sistema "pay-to-play". Il punteggio utente su Metacritic al 20 marzo 2022 è 2,2 su 10, che è la valutazione utente più bassa di Sony e il punteggio più basso nella storia delle esclusive PlayStation sul sito fino ad oggi.

## Film
Nel 2023 viene distribuito il primo film basato sulla serie di videogiochi, Gran Turismo - La storia di un sogno impossibile (Gran Turismo), diretto da Neill Blomkamp.